# Alexandra Louise Rosenfield Phillips

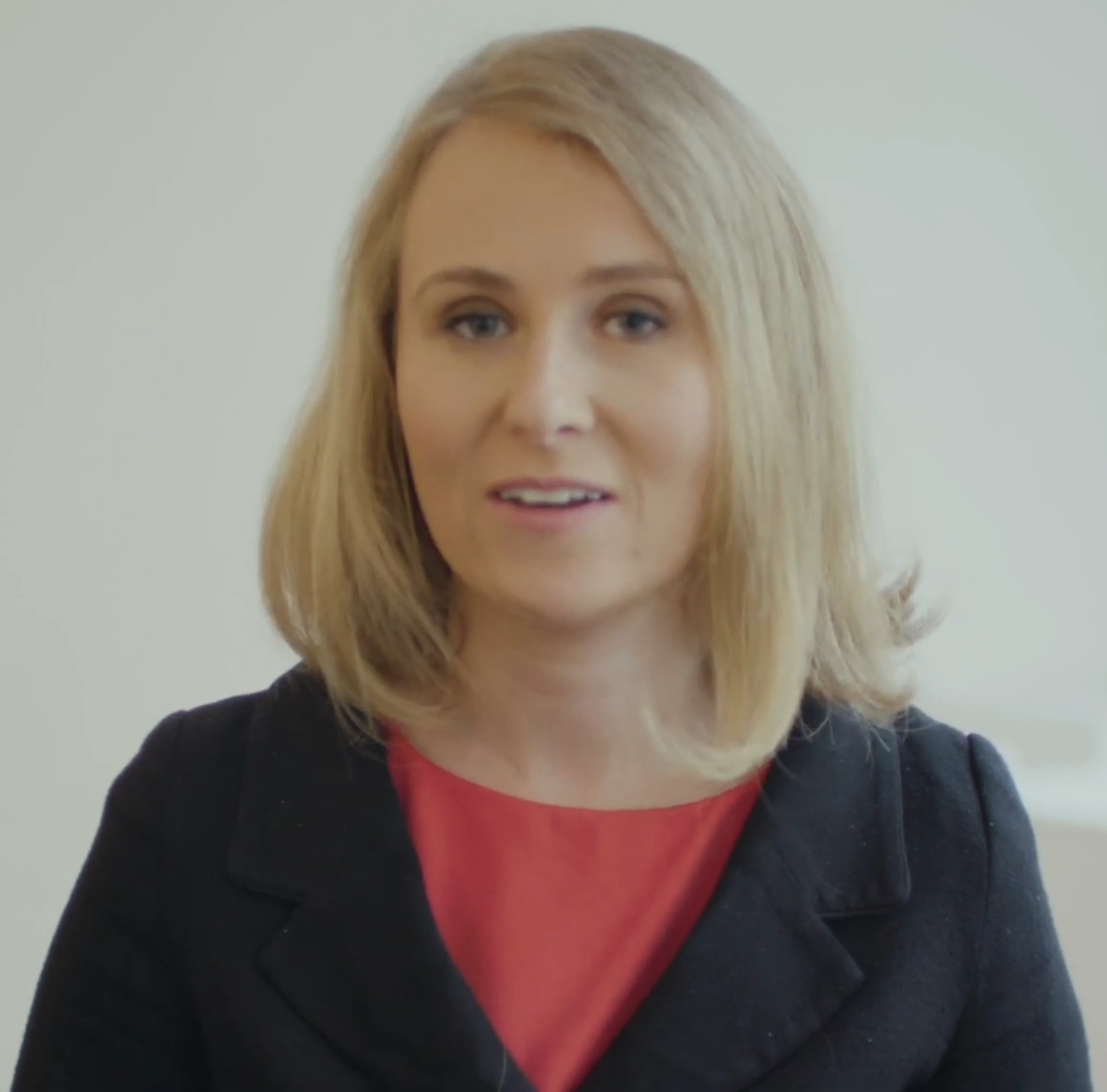
Alexandra Phillips (2019)

Alexandra Louise Rosenfield Phillips, kurz auch Alex Phillips  (* 9. Juli 1985 in Liverpool) ist eine britische Politikerin (Green Party of England and Wales). Phillips ist seit Mai 2019 Bürgermeisterin der Stadt Brighton and Hove. Ab der Europawahl 2019 bis zum 31. Januar 2020 war sie zudem Mitglied des Europäischen Parlaments und Teil der Fraktion Die Grünen/EFA.

## Leben

### Ausbildung
Geboren und aufgewachsen in Liverpool, studierte Phillips  nach ihrer Schulausbildung französische Philologie am University of London Institute in Paris. Anschließend ergänzte sie ihr Studium um eine Postgraduierung im Bereich Pädagogik und erwarb ein PGCE-Diplom am Institute of Education. Anschließend arbeitete sie als Lehrerin für Französisch und Deutsch an einer Sekundarschule.

### Politik
Phillips  war ursprünglich Mitglied der Labour Party, trat aber 2003 der Green Party of England and Wales bei. Phillips  arbeitete als Senior Campaigns Coordinator für Caroline Lucas bei Unterhauswahlen. Zudem war sie sowohl für Caroline Lucas wie später auch Keith Taylor im jeweiligen Abgeordnetenbüro im Europäischen Parlament tätig.
2009 wurde sie in den Stadtrat von Brighton und Hove gewählt und seitdem drei Mal wiedergewählt. 2019 wählte der Stadtrat Phillips  zur Bürgermeisterin der Stadt. Mit 33 Jahren wurde sie die jüngste jemals in Brighton und Hove gewählte Bürgermeisterin.
Parallel dazu hatte ihre Partei sie 2019 für den ersten Platz der Europawahlliste im Europawahlkreis South East England nominiert, nachdem der bisherige grüne Abgeordnete des Wahlkreises, Keith Taylor, angekündigt hatte nicht mehr antreten zu wollen. Ihre Partei holte mit 13,52 Prozent der Stimmen ein Mandat in dem Wahlkreis, das Phillips  annahm. Bei der Europawahl kam es zu der skurrilen Situation, dass im selben Wahlkreis South East England zwei Kandidatinnen mit dem Namen Alexandra Phillips auf dem Wahlzettel standen: Alexandra Louise Rosenfield Phillips der Green Party of England and Wales sowie Alexandra Lesley Phillips der Brexit Party. Beide wurden ins Europäische Parlament gewählt.
Phillips trat der Fraktion Die Grünen/EFA bei, für die sie Mitglied im Ausschuss für Beschäftigung und soziale Angelegenheiten war. Zudem war sie stellvertretendes Mitglied im Ausschuss für Umweltfragen, öffentliche Gesundheit und Lebensmittelsicherheit und im Ausschuss für die Rechte der Frau und die Gleichstellung der Geschlechter.  Im Rahmen des Austritts des Vereinigten Königreichs aus der Europäischen Union verließ Phillips das Europäische Parlament zum 31. Januar 2020.